# Núi Tô (xã)
Núi Tô là một xã thuộc huyện Tri Tôn, tỉnh An Giang, Việt Nam.

## Địa lý
Xã Núi Tô nằm ở trung tâm huyện Tri Tôn, có vị trí địa lý:
- Phía đông giáp xã Tà Đảnh
- Phía tây giáp xã An Tức
- Phía nam giáp thị trấn Cô Tô và xã Ô Lâm
- Phía bắc giáp thị trấn Tri Tôn và xã Châu Lăng.

Xã có diện tích 32,53 km², dân số năm 2019 là 8.049 người, mật độ dân số đạt 247 người/km².

## Hành chính
Xã Núi Tô được chia thành 4 ấp gồm: Tô Hạ, Tô Thuận, Tô Thủy, Tô Trung.

## Lịch sử
Địa bàn xã Núi Tô trước đây là một phần xã Tri Tôn thuộc huyện Tri Tôn.
Ngày 11 tháng 3 năm 1977, huyện Tri Tôn hợp nhất với huyện Tịnh Biên thành huyện Bảy Núi, xã Tri Tôn thuộc huyện Bảy Núi.
Ngày 25 tháng 4 năm 1979, Hội đồng Chính phủ ban hành Quyết định 181-CP. Theo đó:
- Tách các ấp Cây Me, Xoài Tòng A, Xoài Tông B, Cơray Ven và một phần các ấp kinh Ô Bà Lẫy của xã Tri Tôn để thành lập thị trấn Bảy Núi, thị trấn huyện lỵ huyện Bảy Núi (nay là thị trấn Tri Tôn)
- Đổi tên phần còn lại xã Tri Tôn thành xã Núi Tô.

Ngày 23 tháng 8 năm 1979, huyện Bảy Núi được chia lại thành hai huyện Tri Tôn và Tịnh Biên, xã Núi Tô thuộc huyện Tri Tôn cho đến ngày nay.

## Di tích - thắng cảnh

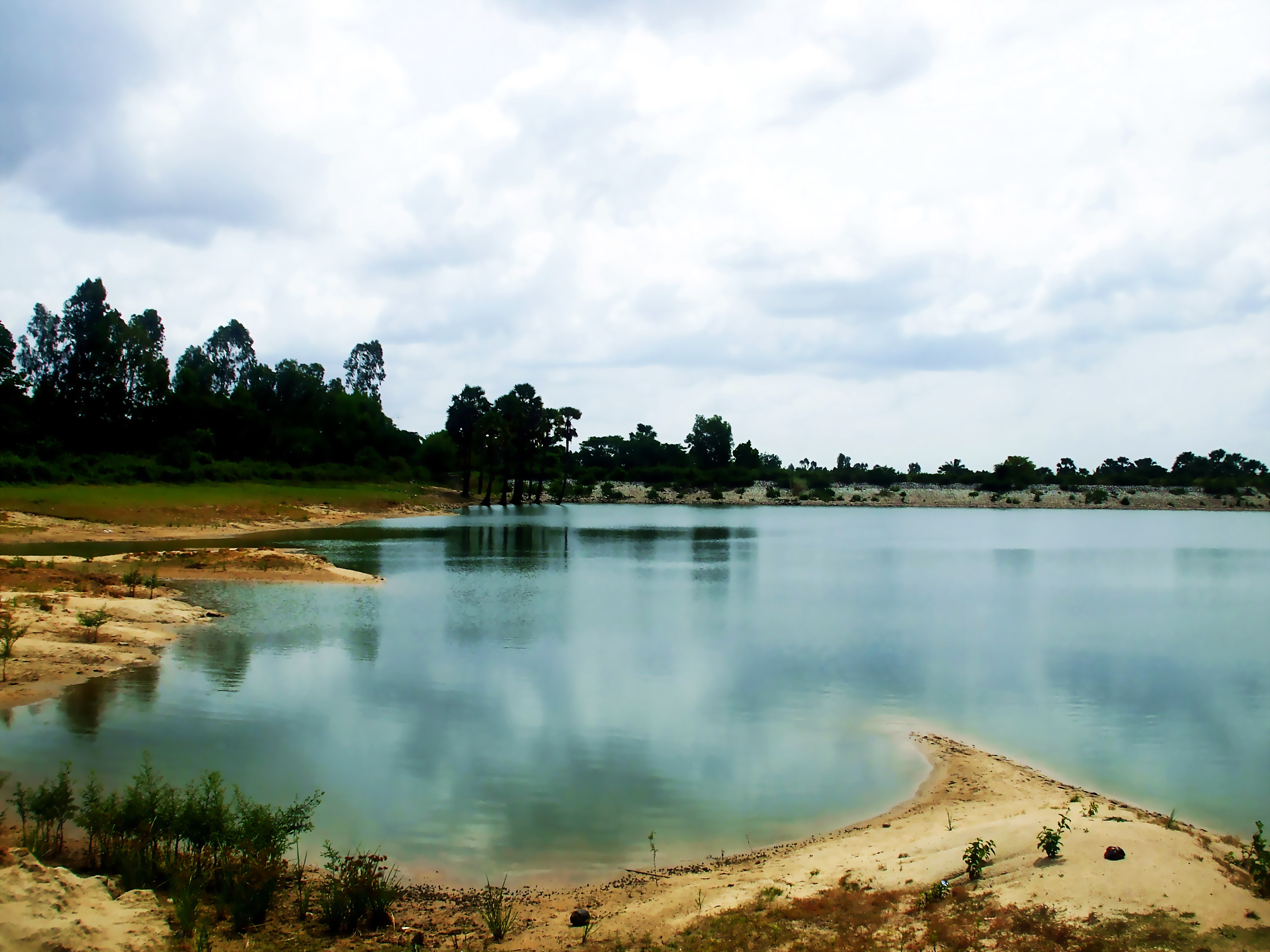
Hồ Soài So thuộc khu vực núi Cô Tô

## Ảnh

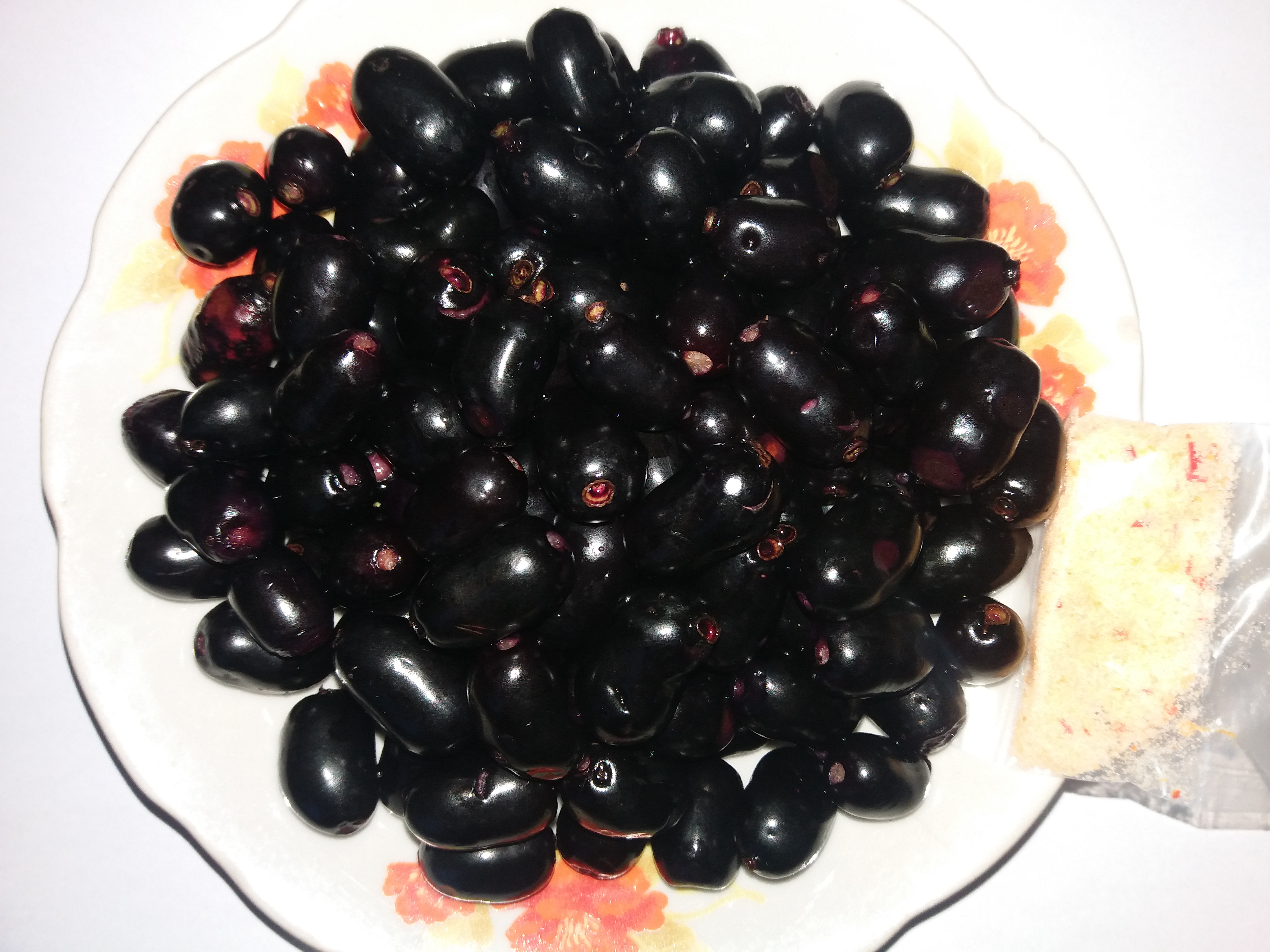
Trâm mốc, đặc sản của xã